# Шершенівська сільська рада
Шершені́вська сільська́ ра́да — колишня адміністративно-територіальна одиниця та орган місцевого самоврядування в Борщівському районі Тернопільської області. Адміністративний центр — с. Шершенівка.

## Загальні відомості
- Територія ради: 2,922 км²
- Населення ради: 770 осіб (станом на 2001 рік)
- Територією ради протікає річка Серет

12 вересня 2016 року увійшла до складу Більче-Золотецької сільської громади.

## Населені пункти
Сільській раді були підпорядковані населені пункти:
- с. Шершенівка

## Населення
За переписом населення України 2001 року в сільській раді мешкало 770 осіб.

### Мова
Розподіл населення за рідною мовою за даними перепису 2001 року:
| Мова       | Відсоток |
| ---------- | -------- |
| українська | 99,48 %  |
| російська  | 0,39 %   |
| молдовська | 0,13 %   |

## Склад ради
Рада складається з 12 депутатів та голови.
- Голова ради:
- Секретар ради: Миркун Галина Михайлівна

### Керівний склад попередніх скликань
| Прізвище, ім'я, по батькові | Основні відомості                                    | Дата обрання | Дата звільнення |
| --------------------------- | ---------------------------------------------------- | ------------ | --------------- |
| Байталюк Василь Андрійович  | Сільський голова, 1959 року народження, безпартійний | 26.03.2006   | 31.10.2010      |

Примітка: таблиця складена за даними сайту Верховної Ради України

### Депутати
За результатами місцевих виборів 2010 року депутатами ради стали:

#### За суб'єктами висування
| Суб'єкт висування | Кількість обраних депутатів | %    |
| ----------------- | --------------------------- | ---- |
| Самовисування     | 11                          | 91,7 |
| Народна партія    | 1                           | 8,3  |

#### За округами
| № округу       | Прізвище, ім'я, по батькові  | Дата визнання обраним | Освіта             | Партійна приналежність                    | Відомості про обраного депутата                                                     |
| -------------- | ---------------------------- | --------------------- | ------------------ | ----------------------------------------- | ----------------------------------------------------------------------------------- |
| Народна Партія |                              |                       |                    |                                           |                                                                                     |
| 9              | Чорновус Євген Михайлович    | 01.11.2010            | вища               | позапартійний                             | ветлікар                                                                            |
| Самовисування  |                              |                       |                    |                                           |                                                                                     |
| 1              | Сап'як Олеся Миколаївна      | 01.11.2010            | середня спеціальна | позапартійна                              | УПСЗН, соціальний робітник                                                          |
| 2              | Сидор Богдан Васильович      | 01.11.2010            | середня спеціальна | позапартійний                             | тимчасово не працює                                                                 |
| 3              | Багрій Богдан Володимирович  | 01.11.2010            | вища               | позапартійний                             | Шершенівська загальноосвітня школа І-ІІ ст., вчитель іноземної мови                 |
| 4              | Миркун Галина Михайлівна     | 01.11.2010            | вища               | позапартійна                              | Шершенівська с/рада, секретар                                                       |
| 5              | Рудлевич Світлана Амбросівна | 01.11.2010            | середня спеціальна | член Політичної партії «Фронт Змін»       | амбулаторія загальної практики — сімейної медицини с. Шершенівка, молодша медсестра |
| 6              | Семчук Олена Володимирівна   | 01.11.2010            | середня            | позапартійна                              | відділ культури, завбібліотекою с. Шершенівка                                       |
| 7              | Ільчук Василь Володимирович  | 01.11.2010            | середня спеціальна | позапартійний                             | приватний підприємець                                                               |
| 8              | Заремба Григорій Михайлович  | 01.11.2010            | середня            | позапартійний                             | ТОВ «Агрополіс», тракторист                                                         |
| 10             | Бойко Михайло Васильович     | 01.11.2010            | середня спеціальна | позапартійний                             | тимчасово не працює                                                                 |
| 11             | Чикурлій Василь Степанович   | 01.11.2010            | вища               | позапартійний                             | Шершенівська загальноосвітня школа І-ІІ ст., директор                               |
| 12             | Ковалишин Василь Богданович  | 01.11.2010            | вища               | член Всеукраїнського об'єднання «Свобода» | тимчасово не працює                                                                 |